# Le crime lui va si bien
Le crime lui va si bien est une série télévisée franco-belge de 90 minutes par épisode créée par Olga Vincent et Stéphane Kaminka sur une idée originale de Jean-Pierre Alessandri, diffusée en Suisse romande sur RTS Un, en Belgique sur La Une depuis le 13 décembre 2019, et en France sur la chaîne France 2 du 20 décembre 2019 au 22 mars 2024.
La série est une coproduction de Kam & Ka, Ramona Productions, France Télévisions, Be-Films et la RTBF, avec la participation de la Radio télévision suisse (RTS) et de TV5 Monde ainsi que le soutien de la région Nouvelle-Aquitaine et du département de la Charente.
Après le tournage des trois premiers épisodes, Claudia Tagbo a déclaré qu'« elle est prête à endosser un rôle récurrent avec Le crime lui va si bien, mais plutôt dans le genre collection et non véritable série. »
Alors que le 17 février 2023 Claudia Tagbo soutenait que le tournage des épisodes 8 et suivants devrait commencer en octobre 2023, le 22 juin 2023, la série est annulée par la volonté de Claudia Tagbo, qui incarnera par la suite un rôle récurrent dans une nouvelle comédie de TF1, R.I.P.
Finalement la série est renouvelée, Medi Sadoun remplace Claudia Tagbo pour un 8e et dernier épisode,,.

## Synopsis
La capitaine de police Gaby Molina a hérité d'une ferme familiale. Elle partage son temps entre l'entretien de celle-ci et la résolution d'enquêtes criminelles.

## Distribution
Personnages principaux
- Claudia Tagbo : capitaine Gaby Molina, jusqu'à l'épisode 7
- Hélène Seuzaret : lieutenante Céline Richer
- Medi Sadoun : Peyraque, épisode 8

Personnages secondaires
- Bruno Lochet : Anton Vargas, indic
- Julien Ratel : Darget, policier
- Laurent Manzoni : commissaire Félix Fontan

## Production

### Tournage
Le pilote (ou épisode 1) a été tourné en 2019 en Île-de-France, notamment à Clichy-sous-Bois, Magny-les-Hameaux, Villiers-le-Bâcle et Pantin.
Pour les épisodes suivants, le tournage a été déplacé dans les Charentes.
Les épisodes 2 et 3 ont été tournés du 4 septembre 2020 au 30 octobre 2020 en Charente, notamment à Angoulême, Magnac-Lavalette-Villars, Magnac-sur-Touvre, Saint-Yrieix-sur-Charente, et en Charente-Maritime.
Les épisodes 4 et 5 ont été tournés du 1er juillet au 31 août 2021 en Charente, notamment à Angoulême, Châteauneuf-sur-Charente, Cognac, Fléac et La Rochefoucauld.
Les épisodes 6 et 7 ont été tournés du 10 mai au 6 juillet 2022 en Charente, notamment à Angoulême.
Le tournage de l'épisode 8 a lieu du 6 novembre au 5 décembre 2023 en Charente.

### Fiche technique
- Titre original : Le crime lui va si bien
- Création : Olga Vincent et Stéphane Kaminka
- Réalisation : Stéphane Kappes[1]
- Scénario : Olga Vincent, Stéphane Kaminka et Mikaël Ollivier
- Musique : Xavier Berthelot
- Décors : Laurent Weber, Pierre Champion
- Costumes : Mélanie Gautier, Corinne Bouquet
- Photographie : Stéphane Cami
- Son : Rodolphe Beauchamp, Nicolas Paturle
- Montage : Bénédicte Gellé, Caroline Mahe
- Production : Jean-Pierre Alessandri, Olga Vincent, Samuel Kaminka, Stéphane Kaminka
- Sociétés de production : Kam & Ka, Ramona Productions, France Télévisions, BE-Films et RTBF[1]
- Pays de production :  France,  Belgique[1]
- Langue originale : français
- Genre : Thriller
- Nombre d'épisodes : 8
- Durée : 90 minutes[1]
- Dates de première diffusion :
  -  Suisse : 13 décembre 2019 sur RTS Un
  -  Belgique : 13 décembre 2019 sur La Une
  -  France : 20 décembre 2019 sur France 2

## Épisodes

### Épisode 1:Le crime lui va si bien
- Suisse : 13 décembre 2019 sur RTS Un
- Belgique : 13 décembre 2019 sur La Une
- France : 20 décembre 2019 sur France 2

- Stéphane Freiss : Edouard Perret
- Guillaume Denaiffe : Simon Landrau
- Norbert Ferrer : Jean Servais
- Kévin Rouxel : Mickaêl
- Virgil Leclaire : Dylan poirier
- Benjamin Gomez : Guillaume
- Florence Maury : Odile Griffon
- Jean-François Maurier : Monsieur Poirier
- Peter Vickers : Harry Fergusson
- Franck Molinaro : le procureur Mazzolini
- Ségolène Prunier : infirmière Gaby
- Olivier Brunaux : Docteur Vendroux
- Marinelly Vaslon : l'interne
- Sacha Judaszko : le patron de boite
- Lou Lambrecht : Valéria
- Claudine Acs : la voisine
- Véronique Viel : la bibliothécaire
- Varenka Roland : la gouvernante
- Raphaël Quenard : le gendarme
- Bob Martet : l'ambulancier
- Fabrice Feltzinger : le gardien du cimetière

### Épisode 2:Un caveau pour deux
- Suisse : 7 janvier 2021 sur RTS Un
- Belgique : 7 janvier 2021 sur La Une
- France : 8 janvier 2021 sur France 2

- Gabrielle Atger : Irène d'Abricourt
- Philippe Dusseau : Aymeric d'Abricourt
- Adrien Velimirovic : Guillaume d'Abricourt
- Sébastien Boissavit : Le moniteur
- Yasmin Bau : Xavier
- Brigitte Aubry : Brigitte, aussi dans épisode 8
- Jean Mouriere : le préfet
- Marie-Pierre Bellefleur : Pauline
- André Penvern : le comte
- Stéphane Grossi : le restaurateur
- Chantal Ravalec : Chantal
- Hubert Myon : le procureur
- Laëtitia Andrieu : la recruteuse
- Julien Barbier : le gendarme
- Thomas Blanchet : l'employé
- Frans Boyer : Maxime
- Sébastien Blanc : le médecin

### Épisode 3:Esprit es-tu là?
- Suisse : 14 janvier 2021 sur RTS Un
- Belgique : 14 janvier 2021 sur La Une
- France : 15 janvier 2021 sur France 2

- Fred Nony : Thierry Berton
- Mathilde Wambergue : Isabelle Berton
- Fabrice Deville : Julien Kerviller
- Julie Papin : Mirella / Mélanie Berton
- François Briault : Monsieur Lattes
- Amélie Prévot : Madame Lattes
- Nicolas Beaupuy : Joseph Panhard
- Franck Beckmann : Capitaine Gensac
- Amandine Chauveau : policière, aussi dans épisode 8
- Quentin Santarelli : employé Cuma
- Mickaël Dumoussaud : le facteur

### Épisode 4:Mauvais rôle
- Belgique : 30 janvier 2022 sur La Une
- Suisse : 15 février 2022 sur RTS Un
- France :18 février 2022 sur France 2

- Stéphane Debac : Antoine Lartigaud, ex-mari de Gaby Molina
- Isaac Domingos : fils de Gaby Molina et Antoine Lartigaud
- Nathanaël Maïni : Grégory Fromentel

### Épisode 5:Deux pour le prix d'un
- Belgique : 6 février 2022 sur La Une
- Suisse : 22 février 2022 sur RTS Un
- France : 25 février 2022 sur France 2

- Jeff Bigot : Jérôme Billon
- Patrick Hauthier : Pascal Slutter
- Camille Charbeau : Joystick
- Gaëlle Battut : Delphine Gobin
- Corinne Charvet : Léonie
- Étienne Cocuelle : Lino Lamberti
- Inès Domingo : Inès Verlavel
- Albane You : Alison
- Roger Contebardo :Thimothé Verclavel
- David Bremaud : Tiago Verclavel
- Margot Kappes : spécialiste lecture labiale
- Julien Boissier Descombes : OPJ aussi dans épisode 6 et 8
- Natalia Cellier : entraineuse club de GR
- Marie Claude Pluviaud : vieille dame caisse
- Catherine Artigala : voisine de Rose
- Roland Todoverto : Eric Valentin
- Marlène Koff : Sylvie (SDF supermarché)
- Cécile Rittweger : directrice club GR
- Robin Causse : médecin légiste
- Nicodème Patrac : homme ligoté

### Épisode 6:Sosie or not Sosie
- Belgique : 8 janvier 2023 sur La Une
- Suisse : 3 février 2023 sur RTS Un
- France : 17 février 2023 sur France 2

- Julien Boissier Descombes : Socrate aussi dans épisode 5 et 8
- Cyrille Debard : Aristote, aussi dans épisode 8
- Isabelle Habiague : Françoise Barnetti
- Julien Cafaro : Didier Trejero
- Mathilde Mosnier : Aude Vinclair
- Laurent Cyr : Arthur Tejero
- François Nuyttens : Mathieu Seroux
- Paul Arvenne : Andy Trejero
- Issam Rachyq-Ahrad : Kevin
- Jacques Develay : faux Superman
- Mila Ruozo : Coralie Landrau
- Laura Balasuriya : Charlotte Debuy
- Soazik Bourdin : jeune fille
- Alphonse Bourbeillon : le vigile
- Johnny Succes : sosie Johnny
- Johnny Dems : sosie Johnny Hallyday
- Johnny Guitare : sosie Johnny
- Jean-Jacques Ribaudeau : sosie Renaud
- Frédéric Pocquet : sosie Renaud
- Sophia Trabaud : sosie Dalida
- Sandy Sims : sosie Dalida
- Sylvain Chanteur : sosie Florent Pagny
- Lilian Carles : sosie Michael Jackson
- Loznareff : sosie Michel Polnareff
- Hervé Douzet : sosie Michel Sardou
- Joseph Wazin : sosie Laurent Voulzy

### Épisode 7:A l'Italienne
- Belgique : 15 janvier 2023 sur La Une
- Suisse : 10 février 2023 sur RTS Un
- France : 24 février 2023 sur France 2

- Maïssa Diawara : Nora
- Lois Schlieper : Benitto/Florian
- Jean-Louis Barcelona : Pichetti
- Vincent Launay-Franceschini : Nicolas Legoff
- Christian Loustau : Angelo Sechan
- Bénédicte Dessombz : Madame Payol
- Hugo Deserces : Louvier
- Kahina Mounier : Adèle
- Jean-Marc Noirot-Cosson : Sergio Martinez
- Matheo Capelli : Victor Lippman
- Olivier Bureau : gendarme
- Odilon Duval Robert : agent immobilier
- Ingrid Graziani : la légiste Romane

### Épisode 8:L'affaire Molina
- Belgique : 16 mars 2024 sur La Une
- Suisse : 15 mars 2024 sur RTS Un
- France : 22 mars 2024 sur France 2

- Julien Boissier Descombes : Socrate, aussi dans épisode 5 et 6
- Cyrille Debard : Aristote, aussi dans épisode 6
- Cédric Chevalme : Mertil
- Thomas Walch : le Vigil (Pascal)
- Amandine Chauveau : Vanessa, aussi dans épisode 3
- Schemci Lauth : Axel Fournier
- Marie Deslande : silhouette cagoulée
- Gaëlle Lebert : la Procureure
- Nils Seval : médecin légiste
- Brigitte Aubry : mère de Céline, aussi dans épisode 2
- Dorian Durou : homme à la casquette

## Accueil

### Audiences
| no | Titre                   | Date de diffusion France | Téléspectateurs | Part d'audience | Classement | Référence |
| -- | ----------------------- | ------------------------ | --------------- | --------------- | ---------- | --------- |
| 1  | Le crime lui va si bien | 20 décembre 2019         | 4 390 000       | 20,6 %          | 1er        | [ 16 ]    |
| 2  | Un caveau pour deux     | 8 janvier 2021           | 6 080 000       | 25,5 %          | 1er        | [ 17 ]    |
| 3  | Esprit es-tu là ?       | 15 janvier 2021          | 4 750 000       | 20,5 %          | 1er        | [ 18 ]    |
| 4  | Mauvais rôle            | 18 février 2022          | 3 910 000       | 20,2 %          | 1er        | [ 19 ]    |
| 5  | Deux pour le prix d'un  | 25 février 2022          | 4 100 000       | 19,9 %          | 1er        | [ 20 ]    |
| 6  | Sosie or not sosie      | 17 février 2023          | 4 460 000       | 24,3 %          | 1er        | [ 21 ]    |
| 7  | À l'italienne           | 24 février 2023          | 4 560 000       | 23,4 %          | 1er        | [ 22 ]    |
| 8  | L'affaire Molina        | 22 mars 2024             | 4 340 000       | 23,6 %          | 1er        | [ 23 ]    |

Légende
- Les plus hauts chiffres d'audience
- Les plus bas chiffres d'audience

### Distinctions

#### Récompenses
- Festival Polar de Cognac 2019 : Grand Prix du Film unitaire francophone de télévision[24]